# Перша Каїрська конференція (1943)

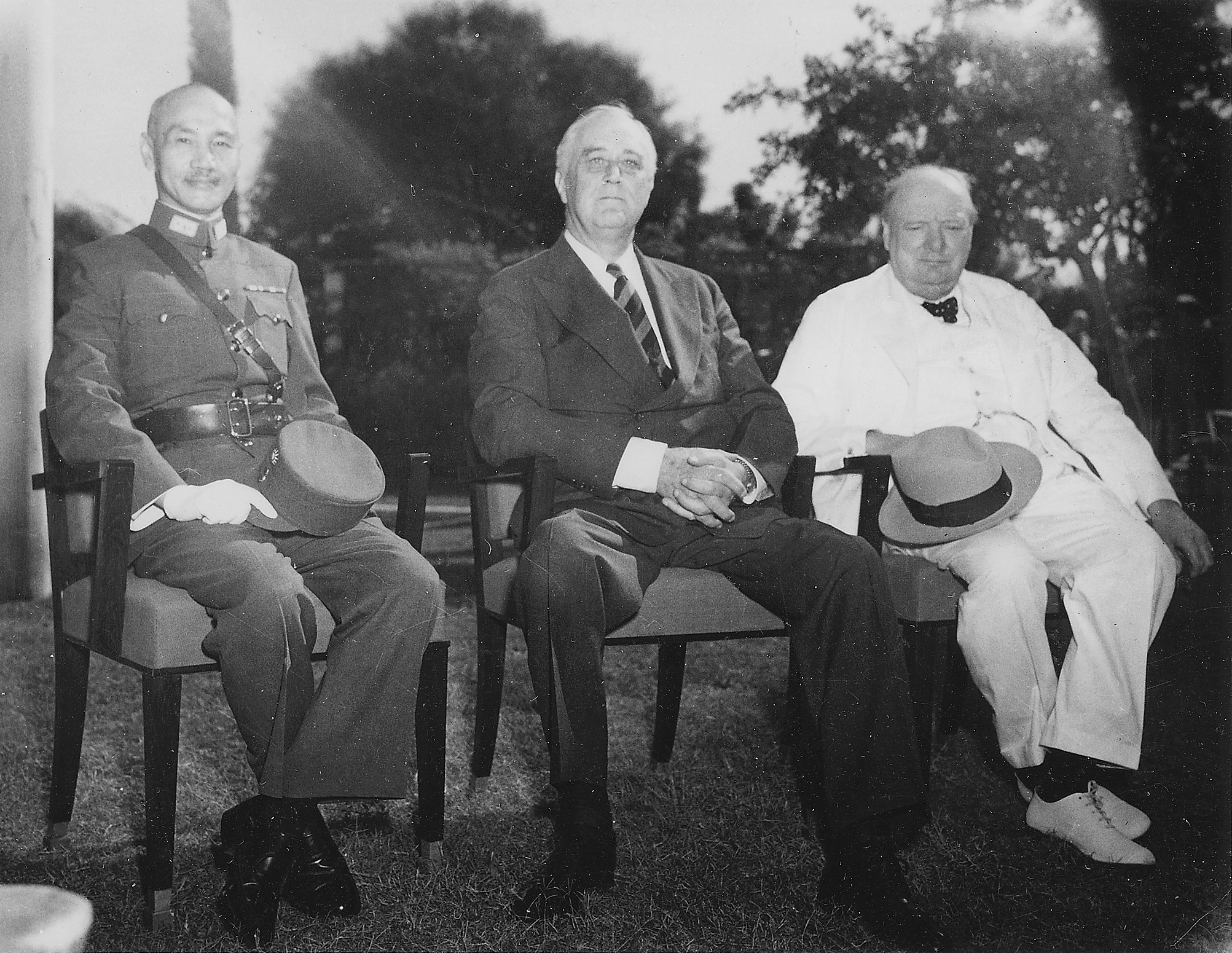
Чан Кайші, Франклін Рузвельт і Вінстон Черчилль на Каїрській конференції, 25 листопада 1943

Перша Каїрська конференція 1943 року — англо-американсько-китайська зустріч президента США Рузвельта, прем'єр-міністра Великої Британії Черчилля і генералісимуса Чан Кайші, за участю відповідних військових і дипломатичних радників, відбулася в Каїрі в кінці листопада, напередодні Тегеранської конференції.
Офіційне комюніке, опубліковане в Каїрі 1 грудня 1943 року, свідчило, що військові місії перерахованих держав «домовились про майбутні військові операції проти Японії», які повинні будуть забезпечити її беззастережну капітуляцію.
Поряд із виробленням військових планів конференція обговорила деякі політичні принципи, які, за словами Рузвельта, повинні були «забезпечити мир на Далекому Сході для багатьох майбутніх поколінь».